# Pedro Rodríguez Sanjurjo
Pedro Rodríguez Sanjurjo es un exciclista español, profesional únicamente en el año 1971. 
A pesar de su breve paso por el campo profesional es digno de destacar el subcampeonato de España de Ciclocrós. 

## Palmarés
1971
- 2.º en el Campeonato de España de Ciclocrós

## Equipos
- Independiente (1971)